# 九条幸教
九条 幸教（くじょう ゆきのり）は、江戸時代中期の公卿である。院号は無量信院（むりょうしんいん）。官位は従二位、内大臣。

## 経歴
元禄13年5月16日（1700年7月2日）、九条輔実の子として生まれる。享保2年（1717年）7月13日に従三位に叙された。その後、内大臣を享保8年（1723年）から享保13年（1728年）まで務めた。享保13年5月26日（1728年7月3日）に薨去した。

## 親族
- 父: 九条輔実（1669年 - 1730年）
- 母: 家女房
- 養父: 九条師孝（1688年 - 1713年）
- 正室: 信受院（1706年 - 1757年）
  - 徳川吉通の長女、千姫。
- 長男: 九条稙基（1725年 - 1743年）
- 次男: 二条宗基（1727年 - 1754年）
  - 二条宗熙の養子となる。